# Віктор Аспрілла
Віктор Альфонсо Аспрілла Кайседо (ісп. Víctor Alfonso Asprilla Caisedo; нар. 17 березня 1987) — колумбійський борець вільного та греко-римського стилів, срібний призер чемпіонату Південної Америки, бронзовий призер Панамериканського чемпіонату, бронзовий призер Панамериканських ігор, разовий срібний та разовий бронзовий призер Кубків світу, учасник Олімпійських ігор. З приблизно однаковим успіхом виступав на змаганнях як у вільній, так і греко-римській боротьбі.

## Життєпис
Здобував чемпіонські титули на Панамериканських чемпіонатах як серед кадетів так і серед юніорів як у вільній, так і греко-римській боротьбі.
Тренер — Луїс Іск'єрдо.

## Спортивні результати на міжнародних змаганнях

### Виступи на Панамериканських чемпіонатах
| Змагання                                   | Збірна   | Вагова категорія                  | Місце  |
| ------------------------------------------ | -------- | --------------------------------- | ------ |
| Панамериканський чемпіонат з боротьби 2007 | Колумбія | греко-римська боротьба, до 120 кг | 9      |
| Панамериканський чемпіонат з боротьби 2008 | Колумбія | греко-римська боротьба, до 120 кг | 5      |
| Панамериканський чемпіонат з боротьби 2011 | Колумбія | греко-римська боротьба, до 120 кг | 5      |
| Панамериканський чемпіонат з боротьби 2012 | Колумбія | греко-римська боротьба, до 120 кг | 5      |
| Панамериканський чемпіонат з боротьби 2014 | Колумбія | греко-римська боротьба, до 130 кг | 8      |
| Панамериканський чемпіонат з боротьби 2014 | Колумбія | вільна боротьба, до 125 кг        | Бронза |
| Панамериканський чемпіонат з боротьби 2015 | Колумбія | греко-римська боротьба, до 130 кг | 11     |

### Виступи на Панамериканських іграх
| Змагання                  | Збірна   | Вагова категорія                  | Місце  |
| ------------------------- | -------- | --------------------------------- | ------ |
| Панамериканські ігри 2011 | Колумбія | греко-римська боротьба, до 120 кг | Бронза |

### Виступи на чемпіонатах Південної Америки
| Змагання                                    | Збірна   | Вагова категорія                  | Місце  |
| ------------------------------------------- | -------- | --------------------------------- | ------ |
| Чемпіонат Південної Америки з боротьби 2013 | Колумбія | греко-римська боротьба, до 120 кг | Срібло |

### Виступи на Південноамериканських іграх
| Змагання                       | Збірна   | Вагова категорія                  | Місце  |
| ------------------------------ | -------- | --------------------------------- | ------ |
| Південноамериканські ігри 2010 | Колумбія | греко-римська боротьба, до 120 кг | Срібло |
| Південноамериканські ігри 2014 | Колумбія | вільна боротьба, до 125 кг        | Срібло |
| Південноамериканські ігри 2014 | Колумбія | греко-римська боротьба, до 130 кг | Бронза |

### Виступи на Центральноамериканських і Карибських іграх
| Змагання                                                | Збірна   | Вагова категорія                  | Місце  |
| ------------------------------------------------------- | -------- | --------------------------------- | ------ |
| Центральноамериканські і Карибські ігри 2014 (Сан-Хуан) | Колумбія | греко-римська боротьба, до 130 кг | Срібло |
| Центральноамериканські і Карибські ігри 2014 (Сан-Хуан) | Колумбія | вільна боротьба, до 125 кг        | 5      |
| Центральноамериканські і Карибські ігри 2014 (Веракрус) | Колумбія | греко-римська боротьба, до 130 кг | 8      |

### Виступи на Боліваріанських іграх
| Змагання                 | Збірна   | Вагова категорія                  | Місце  |
| ------------------------ | -------- | --------------------------------- | ------ |
| Боліваріанські ігри 2013 | Колумбія | греко-римська боротьба, до 120 кг | Бронза |
| Боліваріанські ігри 2013 | Колумбія | вільна боротьба, до 120 кг        | Срібло |

### Виступи на інших змаганнях
| Змагання                                                               | Збірна   | Вагова категорія                  | Місце |
| ---------------------------------------------------------------------- | -------- | --------------------------------- | ----- |
| Олімпійський кваліфікаційний турнір з боротьби 2012 (Кіссіммі-Орландо) | Колумбія | вільна боротьба, до 120 кг        | 6     |
| Олімпійський кваліфікаційний турнір з боротьби 2012 (Кіссіммі-Орландо) | Колумбія | греко-римська боротьба, до 120 кг | 7     |

### Виступи на змаганнях молодших вікових груп
| Змагання                                                 | Збірна   | Вагова категорія                  | Місце  |
| -------------------------------------------------------- | -------- | --------------------------------- | ------ |
| Панамериканський чемпіонат з боротьби серед кадетів 2004 | Колумбія | греко-римська боротьба, до 100 кг | Золото |
| Панамериканський чемпіонат з боротьби серед кадетів 2004 | Колумбія | вільна боротьба, до 100 кг        | Золото |
| Панамериканський чемпіонат з боротьби серед юніорів 2002 | Колумбія | греко-римська боротьба, до 97 кг  | Срібло |
| Панамериканський чемпіонат з боротьби серед юніорів 2002 | Колумбія | вільна боротьба, до 97 кг         | Бронза |
| Панамериканський чемпіонат з боротьби серед юніорів 2004 | Колумбія | вільна боротьба, до 120 кг        | 5      |
| Панамериканський чемпіонат з боротьби серед юніорів 2005 | Колумбія | греко-римська боротьба, до 120 кг | Срібло |
| Панамериканський чемпіонат з боротьби серед юніорів 2006 | Колумбія | греко-римська боротьба, до 120 кг | Золото |
| Чемпіонат світу з боротьби серед юніорів 2006            | Колумбія | греко-римська боротьба, до 120 кг | 8      |
| Панамериканський чемпіонат з боротьби серед юніорів 2013 | Колумбія | вільна боротьба, до 66 кг         | Золото |